# Mileniul al II-lea î.Hr.
(Mileniul al III-lea î.Hr. - Mileniul al II-lea î.Hr. - Mileniul I î.Hr. - alte secole și milenii)

## Evenimente
- c. 2000 î.Hr. – Cultura Seima-Turbino.
- c. 1700–1300 î.Hr. – A fost construit complexul palatului din Knossos, Creta
- c. 1700 î.Hr. – cutremur care afectează palatele din Knossos și Phaistos.
- c. 1600 î.Hr. – Erupția de pe Thera
- c. 1600 î.Hr.–1360 î.Hr. – Dominația egipteană asupra Canaanului și Siriei.
- c. 1575 î.Hr. – Kerma nubiană jefuiește Egiptul.
- c. 1500 î.Hr. – Impactul meteoritului care a format Craterul Kaali din Estonia.
- c. 1500 î.Hr. – Expansiunea bantu în Africa centrală, estică și sudică.
- 1520 î.Hr. – Egiptul cucerește Nubia.
- 1478 î.Hr. – Bătălia de la Megiddo între egiptenii antici și canaaniți.
- 1269 î.Hr. – Ramses al II-lea și Hattusilis al III-lea semnează tratatul de pace.
- 1274 î.Hr. – Bătălia de la Kadesh între egiptenii antici și hitiți.
- c. 1250 î.Hr. – distrugerea Troiei VII.
- 1045 î.Hr. – Dinastia Zhou este fondată în China.

## Invenții, descoperiri
- c. 2000 î.Hr. – Babilon – Invenția numerelor naturale;
- c. 1650 î.Hr. – Egipt – Scribele Ahmes transcrie un text mai vechi pe Papirusul Rhind;
- c. 1600 î.Hr. – primul corpus important de caractere scrise găsit pe bronzuri și pe oase în China din timpul dinastiei Shang;
- c. 1500 î.Hr. – data probabilă a Titanomachiei;
- c. 1200 î.Hr. – data probabilă a războiului troian;
- sec XII - sec VII î.Hr. - Burghie cu diamante: indienii nu numai că au inovat utilizarea burghielor cu vârf de diamant, dar au inventat și burghie duble cu vârf de diamant pentru fabricarea mărgelelor.
- c. sec X î.Hr. - Polizarea prin rostogolire: Indienii au inventat metoda de polizare
- Egipt – primele manufacturi din sticlă documentate și adoptarea Shaduf-ului în agricultură.
- Alfabetul fenician.
- Discul ceresc de la Nebra, cea mai veche reprezentare vizuală cunoscută a cosmosului.
- Descoperirea de noi tehnici de topire și forjare a fierului.
- Care de luptă cu roți cu spițe.

## Secole
| Secolul al XI-lea î.Hr. | Secolul al XII-lea î.Hr. | Secolul al XIII-lea î.Hr. | Secolul al XIV-lea î.Hr. | Secolul al XV-lea î.Hr. | Secolul al XVI-lea î.Hr. | Secolul al XVII-lea î.Hr. | Secolul al XVIII-lea î.Hr. | Secolul al XIX-lea î.Hr. | Secolul al XX-lea î.Hr. |